# Théodore Henri de Tschudi
Théodore Henri de Tschudi, né le 21 août 1727 à Metz et mort le 28 mai 1769 à Paris, est un avocat et pamphlétaire français du XVIIIe siècle. Franc-maçon, il est le fondateur d'un rite maçonnique.

## Biographie
Théodore de Tschudi (ou Tschudy ou Tschoudy) est originaire d'une famille suisse, famille Tschudy, et naît à Metz le 21 août 1727, fils de Claude Henry de Tschoudy et de Louise Christine Rouaut d’Assy. L'obtention de ces « lettres de naturalité » lui permettent d'acquérir une charge au Parlement de Metz. En 1750, il occupe la charge de vénérable à la  « Loge ancienne » à Metz, il voyage en Italie sous le titre de « chevalier de Lussy ». En 1752, il publie L'étrenne au Pape des francs-maçons vengés, puis Le Vatican vengé deux contradictions aux condamnations de l'Église catholique. En 1760, il appartient à une loge ou il tient l’office d'orateur à Saint-Petersbourg, ville ou réside en qualité gouverneur des pages de la cour. De retour à Metz, il est remarqué à la loge « Les Parfais Amis », premier atelier à pratiquer aux alentours de 1761, le grade de « Grand Élu Chevalier Kadosh ». En 1762, il est membre de la loge « Saint-Jean de l'amitié de Saint Etienne » dont il devient le vénérable. La même année, il est président de la Grande Loge provinciale de Metz, il fonde le chapitre « Saint-Théodore », ou il finalise le grade d'Écossais de Saint-André d'Écosse. Il lui est fait attribution de la rédaction des rituels du Conseil des chevaliers d'Orient. 
À Paris, où il réside jusqu'à sa mort le 28 mai 1769, il rédige deux ouvrages majeurs, Discours historique et L'Étoile flamboyante en 1766, ce dernier étant l'aboutissement de son rite dit de Tschoudy ou encore « Rite écossais réformé » et dont le grade sommital est l'« Écossais de Saint-André ».

## Publications
- « Défense apologétique des Francs-Maçons », anonyme, Francfort, 1747.
- « Le Philosophe au Parnasse français, ou le moraliste enjoué, lettres du Chev. de L*** et de M. de M** » , 12 numéros, Amsterdam, 1754.
- « Le Caméléon littéraire », hebdomadaire, 49 numéros, Saint-Pétersbourg, 1755.
- « Etrenne au Pape, ou les francs-maçons vengés, réponse à la bulle du pape Benoit XIV, lancée l'an 1751 », La Haye, 1752.
- « Le Vatican vengé, apologie ironique pour servir de pendant à l'Etrenne au Pape, ou Lettre d'un père à son fils, à l'occasion de la bulle de Benoit XIV, avec les notes et commentaires, par le chevalier de L. », La Haye, 1752.
- « La Folle sensée, ou histoire de Mademoiselle F... dédiée à Madame la marquise deV..., par le chev. D. L », Londres, 1752.
- « La Muse maçonne, Recueil des nouvelles chansons sur la maçonnerie, dédié à M. le baron de W..., Grand Maître de toutes les loges des sept provinces unies etc., par le chevalier de Lussy, auteur des Etrennes au Pape», La Haye, 1752.
- « Le Philosophe au Parnasse français ou le Moraliste enjoué, lettres du chevalier de L** et de M. de M**, dédiées au comte de Chevaloff », Amsterdam, 1754.
- « Panégyrique de Pierre le Grand, prononcé dans la séance publique de l'Académie impériale des sciences le 26 avril 1755 par M. M. Lomonosow et traduit par M. le baron de Tschudy», s.l., 1759.
- « L'Étoile flamboyante ou la Société des franc-maçons, considérés sous tous ses aspects », Francfort et Paris, 1766.
  - y compris Catéchisme ou instruction pour le grade d’adepte ou apprentif Philosophe sublime et inconnu[2]
- « Ecossais de Saint-André d'Écosse, contenant le développement total de l'Art royal de la Franc-Maçonnerie », s.l., 1780. (éditeur et lieu de publication inconnus, publication posthume)

### Sources
- Bégin E.A., Biographie de la Moselle, Metz, 1829
- Popova M., «Théodore-Henri Tschudi et le premier périodique de langue française en Russie, Le Caméléon littéraire, fondé par lui en 1755 », Bulletin de l'Académie des sciences de l'URSS, VIP série, classe des humanités, 1929, no 1, p. 17-48